# 诗仙太白酒
诗仙太白酒是重庆万县出产的一系列白酒，源于1917年当地人鲍念荣赴泸州花重金购买了有四百年历史的“温永盛酒坊”窑泥和母糟后，在重庆城南钟鼓楼附近开设“花林春酒坊”，酿制名为万县大曲的大曲酒。1951年当局在其基础上成立万县酒厂，后数度易名。1978年研制成功“南浦牌太白酒“，后又开发了低度酒。因商标纠纷，1986年改为”诗仙太白酒“，又称诗仙牌太白酒。此酒以近似五粮液的取料方式用高粱、大米、糯米、小麦、玉米为原料，用小麦、高粱制中高温大曲为糖化发酵剂，采用近似泸州老窖的传统工艺酿制而成的浓香型白酒。後被泸州老窖收购并转手予其下合资公司泸州汉唐控股，但产量已远不如过去巅峰时期。